# Hadsund
 For alternative betydninger, se Hadsund (flertydig). (Se også artikler, som begynder med Hadsund)
Hadsund er en fjordby i Himmerland med 4.918 indbyggere  (2025) (5.356 indbyggere (2025) inkl. Hadsund Syd).
Byen ligger i den østlige del af Mariagerfjord Kommune og tilhører Region Nordjylland. Indtil 2007 var Hadsund hovedbyen i den nu nedlagte Hadsund Kommune og er i dag den næststørste by i Mariagerfjord Kommune efter Hobro. På den sydlige side af Mariager Fjord ligger Hadsund Syd, som betragtes som et selvstændigt byområde med knap 500 indbyggere. Hadsund er hovedby i det østlige Himmerland og er sammen med Mariager, Arden og Hobro udpeget som Mariagerfjord Kommunes hovedbyer. Det sker på baggrund af en forventning om, at den største del af bosætningen og befolkningsudviklingen vil ske i disse byer. Hovedbyerne indeholder flere forskellige boligtyper og ejerformer. Hobro og Hadsund har begge en bred erhvervsudvikling.
Hadsunds præcise grundlæggelse kendes ikke, men fra 1736 omtales bebyggelse her i forbindelse med færgestedet. Afstanden over Mariager Fjord er kortest ved Hadsund hvilket betød, at Hadsundbroen blev bygget. Via broen udgør byen et trafikalt knudepunkt mellem Kronjylland og Himmerland.
Byen fik handelspladsprivilegier den 1. december 1854, men har aldrig opnået købstadsrettigheder. I dag har byen et større udvalg af supermarkeder og specialbutikker. I byen findes også et overdækket indkøbscenter, Hadsund Butikscenter. Storegade har siden 1990 udgjort byens gågade.

## Navn
Oprindelsen til navnet Hadsund kendes ikke med sikkerhed. En sandsynlig forklaring er, at landsbyen Haderup på sydsiden af fjorden 500 m fra Hadsund Syd, har givet navn til det smalle sund ved byen, altså Haderup Sund, som jo nemt kunne forkortes til Hadsund. De første gårde kaldtes omkring år 1700 Sundhusene; først i 1850'erne gik denne betegnelse ud af brug og disse huse og gårde begyndte at blive omtalt som Hadsund Husene; ligeså med bebyggelsen syd for fjorden.
Stednavnet "Hadsund" var betegnelsen på det smalle sund og blev senere brugt om bebyggelsen, der opstod både nord og syd for sundet. Første gang navnet Hadsund bliver nævnt i skriftlige kilder er i et tingsvidne læst på Hindsted Herreds ting den 3. september 1467. Da stavedes navnet Haddeswnth. I 1478 Hadswnd, i 1487 Hadsvnd, i 1581 Hatzsund, og i 1700 Hatsund.

## Historie

### Indtil 1700
Hadsunds oprindelse fortaber sig i middelalderen. Stednavnet optræder første gang i 1400-tallet (3. september 1467 Haddeswnth, 11. januar 1468 Hadesundt, Haddersund, 21. januar 1468 Hadissundt). Navnet har sikkert oprindeligt betegnet farvandet og senere den bebyggelse, der både nord og syd for sundet voksede frem. Bebyggelsens opståen kan dels skyldes behovet for en overfart mellem Himmerland og egnen syd for Mariager Fjord, dels muligheden for fiskeri i fjorden. Overfarten bestod af en færge drevet med sejl, og årer når vinden svigtede. Færgen var et åbent fartøj med plads til rejsende, køretøjer, stykgods, heste og kreaturer.
Hadsund færgested havde i 1682 tre gårde og tre huse med jord. Det dyrkede areal udgjorde 56,3 tdr. land, skyldsat til 6,99 tdr. hartkorn. Dyrkningsformen var græsmarksbrug.

### 1700-1854
Hadsund blev i det 18. århundrede kaldt Sundhusene som er en forkortelse af Sundskovhusene. Færgegården i Vive Sogn lå ved overfarten og blev derfor næppe regnet med til Sundskovhusene; den var en mere afsides liggende ejendom, der senere bærer navnet Ladestedet Hadsund (i forbindelse med færgeriets flytning fra Hadsund Syd til Hadsund).
Hadsunds opkomst som ladeplads skyldes hovedgården Dalsgaard. Erik Pontoppidan oplyser i Den Danske Atlas fra 1769: "Til Gaarden er frie Udskibnings Rettighed i Mariager-Fiord ved 4. Ladepladser, hvorfor Eieren af vedkommende nyder Betaling, ved den ene Lade-Plads Hadsund er en Skibsbroe, hvortil Skibene kan ligge og lade og losse."
Da der i 1850 begyndte en udvikling af bebyggelsen nær færgegårdens bredder, overgik betegnelsen "Hadsund" til al bebyggelse i både Vive og Visborg Sogn, og betegnelsen Sundhusene gik hurtigt ud af brug og blev erstattet af betegnelsen "Hadsund Husene"; ligeså med bebyggelsen syd for fjorden. Det er muligt, at formen "Hadsund Husene" senere er blevet ført videre i navnet på Hadsunds nordlige bydel, Hadsund Huse, som dog også kan være en forvanskning af Sundhusene..
Hadsund har siden 1100-tallet været benyttet som et overfartssted over Mariager Fjord. Her slog vejen fra Hobro langs fjordens nordkyst et slag helt ned til vandkanten ved Sundhusene og færgegården og fortsatte derfra videre nordpå mod Aalborg. Men det var først med ændringerne i landbrugets struktur i årtierne omkring år 1800, at der blev behov for mere end et færgested ved Hadsund.
I forlængelse af de omlægninger af landbruget, som fulgte efter landboreformerne, voksede behovet for omsætning, der i datiden var normalt forbeholdt købstæderne. Imidlertid gjaldt købstædernes privilegier kun to mil fra deres bygrænse, og fra overfartsstedet i det sydøstlige Himmerland var der længere til nærmeste købstad. Som følge af datidens færdsel kunne en rejse til købstæderne tage op til at par dage, og der udviklede sig derfor et behov hos lokalbefolkningen for en omsætningsmulighed tættere på deres hjem. Det begyndte, da der i 1838 blev givet tilladelse til at afholde to årlige kvægmarkeder ved Hadsund Færgested. Lidt før begyndte korn at blive udskibet fra Hadsund, og derfor opførtes allerede i 1829 et kornmagasin ved færgekroen. Men først fra 1. december 1854 blev det gamle færge- og overfartssted tildelt begrænsede rettigheder som handelsplads for Hobro og Mariager.

### 1854-1910
Startskuddet til Hadsunds fremvækst skete således i 1854, da stedet modtog handelspladsprivilegier. Da først mulighederne blev skabt, gik udviklingen hurtigt: Allerede inden tildelingen af handelsrettigheder blev der lavet en udstykningsplan, men krisen i 1857 medførte et midlertidigt tilbageslag. I 1861 blev en trafikhavn anlagt, og i 1883 åbnedes en jernbaneforbindelse til Randers, fra 1900 også til Aalborg. Byen Hadsund blev i jernbanens tid også kaldt Hadsund Nord fordi den nordlige station lå her.
Hobro var købstad lang tid tilbage; det gav anledning til, at meget trafik gik gennem byen. Men der var også behov for en transportvej gennem det østlige Himmerland og videre sydpå mod Randers. Ruten gik fra gammel tid over Hobro, men det var i den forbindelse naturligt at passere Mariager Fjord på det smalleste sted, og det var netop, hvor Hadsund ligger. Derfor blev der i 1904 anlagt en Jernbanebro med et enkelt vejspor.

### 1910-1970
Byens nye folkeskole i Kirkegade blev indviet i 1911; med skolen havde byen næsten opnået alt ønskeligt i første omgang: skole, kirke, jernbane, bro, telefonstation, apotek, posthus, læge, jordemoder, vandværk, og el-værk. Hertil kom de tidligere industrier: mejeri, slagteri, Hornbechs Fabrikker, bryggeri m.fl.
Hadsund led dog stadig under to alvorlige mangler; byens kirke var en annekskirke i Visborg Sogn, og byen var således ikke et selvstændigt sogn, men stadig delt mellem Vive og Visborg Sogne. Det samme gjaldt kommunegrænsen: Byen var stadig delt mellem Vive og Skelund/Visborg Sognekommuner, til stor gene for den daglige administration af byen.
I 1914 blev Hadsund Teknisk Skole etableret, i 1919 indviedes politigården, og mellem 1922 og 23 blev Storegade brostensbelagt. Hadsund fik herefter karakter af en rigtig by. I 1926 blev Hadsund Boldklub oprettet, og i 1937 blev byens fiskerihavn indviet. Jernbanen i Hadsund blev nedlagt den 31. marts 1969

### 1970-1985 Industribyen
I 1970 blev Hadsund et egnscenter efter Kommunalreformen i 1970. Det betød store omvæltninger for mange af de gamle sognekommuner. For Hadsund betød det, at Als Kommune blev sammenlagt med Hadsund Kommune og en lille del af Falslev-Vindblæs Kommune. Den nydannede kommune havde 9.500 indbyggere.
I slutningen af 1960'erne var indbyggertallet i Hadsund Kommune begyndt at falde. Forklaringen var, at landområderne affolkedes i takt med, at landbruget blev mekaniseret. Selv om befolkningen i Hadsund voksede, gik det ikke hurtigt nok til at kunne opveje afvandringen af landområderne.
I 1960'erne begyndte de første skridt i den industrielle udvikling af Hadsund. I 1970'erne var man i gang med at få byen etableret som industri. Det gjaldt da om af fastholde og etablere industrier. Fra 1970-74 etableredes hele syv virksomheder i Hadsund.
Den voksende industri krævede også ordentlige muligheder for transport til og fra Hadsund. Efter jernbanen var blevet nedlagt, havde landevejstrafikken fået en væsentlig større betydning end tidligere; det gjaldt både persontransport med busser og godstransport med lastbiler. De centrale gader i Hadsund var ikke bygget til den tunge trafik. Der gik mere end 13 år efter jernbanernes nedlæggelse, før den ny omfartsvej på det tidligere jernbaneterræn sydøst for byen fra broen og frem til Alsvej lige nordøst for Sindholt kunne indvies 3. december 1982.
Men det største problem i mange år havde trods alt været den gamle Hadsundbro fra 1904. Den bød med sin ensporede vej industrien uacceptable transportforhold mod syd. Den 1. maj 1973 vedtog Folketinget et endeligt broprojekt som blev fremlagt i 1972. I 1974 skrev Vejdirektoratet en kontrakt med borgmester Tage Jespersen om anlæggelse af en ny bro. Prisen var 32,4 millioner DKK. Allerede to måneder senere i juli 1974, påbegyndtes byggeriet af den nye bro, som stod færdig i 1976.

### Byvåben
Hadsunds byvåben blev tegnet af Lind Madsen og tildelt byen i 1937. Byvåbnet forestiller den gamle jernbanebro fra 1904. De to buer symboliserer de to tidligere kommuner; Vive og Skelund-Visborg Kommuner. De fire bølger er symbolet på de fire landsbyer, som lå i Hadsund Kommune, nemlig Skelund, Visborg, Vive og Hadsund. Halvmånen i byvåbenets top symboliserer den nye kommune, og stjernerne symboliserer ønsket om en lys fremtid.
I Seglets omkrans er indgraveret i 1937 for at tidsfæste Kommunens Skabelse. Den gamle bro med de klassiske buer af stål blev aldrig ændret i byvåbnet.
Det blev først registreret i kommunevåbenregisteret den 25. marts 1939 og brugt af Hadsund Kommune indtil strukturreformen i 2007.

### Historiske indbyggertal
På Himmerlandssiden af Hadsund bor 5.051 (2019) indbyggere og i Hadsund Syd på Kronjyllandsiden bor 469 (2019).
Byen voksede i perioden 2017-2018 med 146 nye indbyggere, det er dermed det største antal siden 1980'erne. Dels skyldes det Bostedet Hadsund i østbyen, men samt også de mange nye lejligheder på byens havn.
Hadsunds indbyggertal har været dalende siden finanskrisen i 2008, faktisk nåede indbyggertallet at falde med 201 indbyggere i perioden mellem 2007-2017 er at flere større virksomheder er lukket eller flyttet fra byen. Der kan blandt andet nævnes Uponor i 2009 Scandic Food i 2010 samt Danish Crown i 2012.
- : Byer, bydele og mindre bebyggelse.
- : Virksomheder, firmaer og institutioner.
- : Grønne områder og seværdigheder.

| År   | Antal boliger     | Antal indbyggere | Fra/til |
| ---- | ----------------- | ---------------- | ------- |
| 1787 | 8                 | 41               | -       |
| 1801 | 7                 | 42               | +1      |
| 1834 | 7                 | 31               | -11     |
| 1840 |                   | 49               | +18     |
| 1860 |                   | 170              | +121    |
| 1870 |                   | 270              | +100    |
| 1880 |                   | 390              | +120    |
| 1890 | 110 gårde og huse | 701              | +311    |
| 1901 |                   | 976              | +275    |
| 1930 |                   | 2.415            | +444    |
| 1950 |                   | 3.504            | +446    |
| 1965 |                   | 3.707            | +283    |
| 1986 |                   | 4.000            | +293    |
| 1997 |                   | 5.103            | +1.103  |
| 2006 |                   | 5.526            | +423    |
| 2011 | 2.558             | 5.519            | -7      |
| 2017 | 2.576             | 5.341            | -178    |
| 2018 | 2.621             | 5.485            | + 144   |

## Geografi
Hadsund er beliggende i det nordlige Jylland, i den sydøstlige del af Himmerland. Afstanden til Kattegat er 12 km. Byen ligger 45 km syd for Aalborg og 30 km nord for Randers, 25 km øst for Hobro, 60 km nordøst for Viborg, 70 km øst for Skive og 90 km nordvest for Grenaa. Der er 360 km (via Storebæltsbroen) til København.
Byen Hadsund og området omkring Hadsund har flere lokale stedbetegnelser, se nedenstående afsnit.

### Områder

#### Hadsund Centrum
Uddybende artikel: Hadsund Centrum.
Hadsund Centrum er området omkring gågaden Storegade – der er midtpunkt for hele byen. Hadsund Centrum er den ældste del af Hadsund. Der findes tre store veje: Alsvej, Himmerlandsgade og Storegade.
Handelsgaderne i midtbyen udover gågaden er Vestergade, Østergade, Nørregade, Mejerigade, Jernbanegade og Brogade, der alle er almindelige trafikveje med fortove. Byen har fire torve/pladser af meget forskellig karakter. "Torvet", fra gammel tid byens handelsplads, udgør i dag en del af selve gågaden. "Butikscenteret" ligger i Johan & Axel Hornbechs gamle marmeladefabriks bygninger der blev bygget i 1898. Centeret er nærmest en overdækket arkade i to etager. Det tredje torv, "Midtpunkt", er fra 1970'erne; der er tale om en åben plads med et centralt parkeringsareal og butikker. Det fjerde torv, "Bankpladsen", er en af byens gamle brostensbelagte torve; navnet kommer af Hadsund Bank.
Storegade er en af Hadsunds ældste gader og stammer fra før 1800. Gaden var også byens hovedgade (fra Hobro til Aalborg) frem til 1970'erne, hvor den blev afløst af Himmerlandsgade. Storegade blev dog først brostenslagt i 1950'erne og senere asfalteret. I 1990 blev Storegade indviet som gågade, asfalten og fortovet blev taget op, og gaden blev flisebelagt. I begge sider af gaden er der rendestene, hvori vandet løber ned til enden af gågaden. I gågadens nordligste ende ligger indkøbscenteret Hadsund Butikscenter. Det er indrettet i 2 etager, der er forbundet med en rulletrappe, og omfatter 17 butikker og 2 supermarkeder. På torvet uden for centret findes et springvand med skulptur, der blev skænket af Sparekassen Hadsund ved butikscenterets indvielse den 16. august 1975. Butikscenteret er indrettet i bygningerne fra Brdr. Johan & Axel Hornbechs gamle marmeladefabriks, der blev bygget i 1898 og tilbygget 1916. Den 9. december 1974 flyttede virksomheden, som var blevet til Scandic Food ud i industrikvarteret Hadsund Nord.

#### Søndergårde
Søndergårde ligger i den nordlige del af Hadsund. Bydelen var indtil ca. 1970 et selvstændigt byområde, men den voksede sammen med Hadsund efter etableringen af et industrikvarter og et boligområde i tilknytning til byen. Den er opstået langs vejen, der i gamle dage gik fra Aalborg-Hobro-landevejen videre gennem Søndergårde til Visborg, Skelund og Als. Endelsen -gårde afspejler, at der var tale om landbrug. Ved folketællingen i 1787 fremgår det, at der var syv huse og fire gårde i Søndergårde. Fra 1814-1877 havde Søndergårde egen skole.
Bydelen består i dag af 446 parceller fordelt på 96 rækkehuse, 11 træhuse og 304 parcelhuse.

#### Hadsund Huse
Hadsund Huse også kaldt Hedeparken ligger i den nordvestlige del af byen ved Sekundærrute 507. Hadsund Huse er opstået omkring 1855, som en ny bebyggelse med fire huse på vestsiden af den daværende landevej mod Aalborg. Endelsen -huse afspejler, at der var tale om små husmandsbrug.
Bydelen består af 275 parceller fordelt på 74 rækkehuse, 8 boligblokke på 3 etager og 93 parcelhuse.

#### Hadsund Syd
Hadsund Syd, oprindeligt Sønder Hadsund, ligger umiddelbart syd for Hadsundbroen (ca. 250 m) og har knap 500 indbyggere. Byområdet er vokset op ved det gamle færgested og overfartssted ved Mariager Fjord. Byområdet fungerer i praksis som en bydel til Hadsund. Den 252 m lange Hadsundbro forbinder byerne, hvilket gør afstanden til Hadsund til mere end 200 m; Danmarks Statistik betragter derfor Hadsund Syd som et selvstændigt byområde.
I Hadsund Syd findes den tidligere stationsbygning Hadsund Syd Station og Færgekroen, som blev bygget i 1823 af kro- og færgemand Peder Nielsen.

### Klima
Ligesom i resten af Danmark er foråret i Hadsund forholdsvist tørt og solrigt og typisk med temperaturer mellem 5 °C – 10 °C , men med mulighed for nattefrost og ikke sjældent temperaturer op til 15 °C. Somrene har i gennemsnit maksimumtemperaturer omkring 20 °C og minimumtemperaturer på 12 °C, men sommetider med temperaturer over 25 °C, dog sjældent over 30 °C. Efteråret har typisk temperaturer mellem 6 °C – 12 °C og er præget af en del regn. September kan byde på sensommervejr, mens november sommetider byder på snefald. Vintrene har gennemsnitstemperaturer mellem −3 og +2 °C, og sjældent lavere end −10 °C. Nedbøren er typisk skiftende mellem regn, slud og sne.

### Natur
Hadsund er omgivet af flere skove: I byens udkant ligger Marienhøj Plantage; midt i denne plantage ligger den gyvel- og enebærbevoksede Marienhøj Hede, hvor et areal på 20 hektar blev fredet i 1956.
I byens vestlige den ligger den fredede skov Linddalene der strækker sig langt ind i Hadsund; skoven var oprindeligt en del at herregården Dalsgaards privilegerede jord, men ejes nu af Mariagerfjord Kommune. Skoven blev fredet i 1992 for at bevare det afvekslende landskab og sikre offentlighedens adgang til området. Siden 2007 har Mariagerfjord Kommune, sørget for naturplejen. Linddalene domineres af bøg, eg og gran, afbrudt af mindre åbne arealer, bestående af hede. I skovens nordvestlige hjørne findes gravhøjen Lindhøj som blev fredet i 1937.
I vestbyen på skrænten ned til Mariager Fjord ligger Thygeslund Skov her blev et kystbælte på 12 hektar fredet i 1951, for at undgå bebyggelse; en del ligger lige ovenfor lystbådehavnen. Skoven består især af bøg, men der er også andre løvtræer som ask og rødel, samt nåletræer som rødgran og hvidgran.
Midt i byen ligger dyreparken Hadsund Dyrehave, der omfatter en bestand på 21 dådyr, 8 sika og 10 geder.

## Infrastruktur

### Transport
Byens offentlige transport varetages af Nordjyllands Trafikselskabs buslinjer (54, 55, 58, 115, 234, 235, 237, 457, og 54N). Den nuværende busterminal blev bygget i 2006 og taget i brug samme år. Busterminalen ligger, hvor den gamle Hadsund Nord Station lå før nedrivningen i 1986. Til busterminalen hører en ventesal med toiletter. Nærmeste jernbanestationer ligger i Arden (19 km), der betjenes med Intercity- og regionaltog, og i Hobro (25 km) og Randers (32 km), der betjenes af lyntog, Intercity- og regionaltog.

#### Kollektiv trafik
- 54 Aalborg – Gistrup - Blenstrup - Terndrup – Hadsund
- 58 Hobro - Valsgård - Oue - Hadsund
- 458 Hadsund - Skelund - Veddum - Als - Øster Hurup
- 454 Arden – Rostrup – Astrup – Hadsund
- 158 Hadsund - Skelund - Veddum - Als - Øster Hurup
- 234 Hobro – Mariager - Assens - Norup – Hadsund
- 237 Randers – Gjerlev – Havndal – Hadsund
- 235 Randers – Spentrup – Mariager – Assens – Hadsund
- 54N Natbus Aalborg – Terndrup – (Kongerslev)/(Hadsund)[56]
- 954X Aalborg - Terndrup - Hadsund - Mariager.

#### Større veje
- 1 Himmerlandsgade.
- 2 Alsvej.
- 3 Mariagervej.
- 4 Vestergade / Hobrovej.
- 5 Østergade.
- 6 Ringvejen.
- 7 Ålborgvej.
- 8 Doktorbakken / Tinggade.
- 9 Jernbanegade.
- 10 Nørregade

### Tekniske anlæg

#### Hadsund Fjernvarme
Hadsund Fjernvarme ligger i industrikvarteret i det nordlige Hadsund. Flisanlægget er den største central og kan dække hele Hadsunds varmebehov uden brug af olie. Flisanlægget leverer varme til husstandene i Hadsund, Hadsund Syd, Skelund, Veddum og Visborg. Varmeværket drives af brugerne, der er sluttet sammen i selskabet Hadsund Bys Fjernvarme A.m.b.a.. Anlægget forsyner 2035 forbrugere pr. 2018.
Gennem Flisanlægget ledes vandet via transmissionsnettet ud til de 3 reservecentraler, som kun tages i brug ved meget kolde vintre. Reservecentraler består af: Hornbech Centralen på Hornbechsvej i midtbyen, Hedepark Centralen på Gyvelvej og Transbjerholt Centralen på Gl. Visborgvej.
I 2014 fik 120 husstande på Hadsund Syd for første gang fjernvarme fra Hadsund Fjernvarme. Projektet kostede 3,5 millioner kroner, som blev brugt til fjernvarmerør under Mariager Fjord.
I 2016 indviede man Hadsund Fjernvarmes nye solcelleanlæg, beliggende umiddelbart nord for byen. Anlægget kostede 45 millioner kroner og består af 1.628 solfangerpaneler med et samlet areal på 20.513 kvadratmeter. Anlægget vil producere omkring 15 procent af varmen i Hadsund, de resterende 85 procent kommer fra træflis.

#### Hadsund Havn
Hadsund Havn, der ejes af kommunen, er beliggende vest for Hadsundbroen og bestod indtil 31. december 2006 af en fragthavn og en trafikhavn. Havnen kunne anvendes ved udskibning af eksempelvis træ og korn. Havnen blev anlagt i 1860 med en speciel skibsbro til Københavndamperen Ydun. På havnen ligger kontorfællesskabet "Ved Havnen" i de bygninger, der tidligere husede Trip Traps hovedkontor. I havnens østlige del ligger den italienske restaurant Davinci, der er beliggende i byens tidligere biblioteksbygning. I 1928 anlagde man Hadsund Havnebane, en 513 m lang havnebane som gik fra Hadsund Nord Station til Hadsund Havn. Den blev nedlagt i 31. marts 1969 i forbindelse med nedlæggelsen af Aalborg-Hadsund Jernbane og Randers-Hadsund Jernbane.
Der er de seneste år foregået en byfornyelse på havneområdet. I 2003-2006 ryddede Hadsund Kommune området ved Havnen kaldt Havnepladsen som rummede en del industribygninger. Det skete for at kunne bygge boliger på området.  I 2015 etablerede man en 70 meter lang kanal kaldet Havnekanalen igennem havneområdet.
Hadsund Fiskerihavn ligger øst for Hadsundbroen. Hadsund har også to lystbådehavne.

## Uddannelse
Mariagerfjord Kommune driver en folkeskole i Hadsund med klasser fra 0. til og med 9. klasse. Skolen har over 700 elever.
VUC Himmerland tilbyder undervisning, der kan lede videre til OBU, FVU, AVU og Højere forberedelseseksamen. Afdelingen har selvstændig administration.
Indtil 2015 fandtes Tech College Mariagerfjord, som var en skole, der siden 1983 havde tilbudt erhvervsuddannelser (EUD). Skolen underviste i Bilteknologi, flyteknologi og andre transportmidler. Skolen tilbød også undervisning i bygge- og anlægsbranchen. På grund af for få unge i Mariagerfjord Kommune, valgte man at lukke afdelingen i Hadsund.
Indtil 2016 fandtes Hadsund Produktionsskole som startede i 1992. Den var en selvejende institution med ca. 100 elever. Skolen hørte under Undervisningsministeriet. Den underviste i dansk, regning og matematik.

## Erhverv
På moræneplateauet i byens nordlige del findes byens nordlige og største industrikvarter "Industri Nord" som har flere mellemstore teknologivirksomheder, hvoraf den største er Nilfisk-ALTO som bl.a. fremstiller rengøringsudstyr. Sydøst for den har Beauté Pacifique sin egen medicinske hudklinik. Nord for Industri Nord ligger æg- og æggeprodukt-virksomheden DAVA Foods.
Øst for byen ligger industrikvarteret "Industri Øst" med flere virksomheder, der omfatter XL-Byg, JYSK og Jem & fix.
Havemøbelproducenten Trip Trap blev i 1973 grundlagt af erhvervsmand Ib Møller i Hadsund, men flyttede til Aalborg i 2012. Elbilproducenten Whisper Electronic Car A/S (det senere Hope Motor A/S), der gjorde det første danske forsøg på fremstilling af en elbil, lå i Hadsund. Virksomheden flyttede til Norge sidst i 1980'erne.

### Største arbejdspladser
De største arbejdspladser i Hadsund (min. 50 fuldtidsstillinger i Hadsund) er følgende:
| Nr. | Største arbejdspladser i Hadsund | Antal fuldtidsstillinger |
| --- | -------------------------------- | ------------------------ |
| 1.  | Hadsund Rådhus                   | 124                      |
| 2.  | Hadsund Skole                    | 90                       |
| 3.  | Bostedet Hadsund                 | 80                       |
| 4.  | Hjemmeplejen, Hadsund            | 77                       |
| 5.  | Skovgården                       | 66                       |
| 6.  | Bernadottegården                 | 55                       |
| 7.  | Mariagerfjord Vand               | 50                       |

### Største private virksomheder
De største private arbejdspladser i Hadsund (min. 40 fuldtidsstillinger i Hadsund) er følgende:
| Nr. | Største private virksomheder i Hadsund | Antal fuldtidsstillinger | Forhandlere |  |
| --- | -------------------------------------- | ------------------------ | --- |  |
| 1.  | DAVA Foods                             | 154                      | Grønland, Tyskland, Finland, Norge, Tjekkiet og Holland.                                                                                                  |  |
| 2.  | Powercon                               | 132                      | |  |
| 2.  | Nilfisk-ALTO                           | 130                      | |  |
| 3.  | SSI Schäfer                            | 125                      | |  |
| 4.  | Hans Jensen Lubricators                | 100                      | Danmark og Kina |  |
| 5.  | SuperBrugsen Hadsund                   | 73                       | |  |
| 6.  | Bodylab                                | 66                       | |  |
| 6.  | Metafix                                | 64                       | |  |
| 7.  | Bjarne Brath                           | 52                       | |  |
| 9.  | GMPack                                 | 54                       | Sverige, Norge, Tyskland, England, Frankrig, Spanien og Italien                                                                                           |  |
| 8.  | Beauté Pacifique                       | 50                       | USA, Grønland, Færøerne, Norge, Sverige, Polen, Holland, Belgien, England, Irland, Spanien, Tyskland, Østrig, Sydafrika, Australien, Singapore og Taiwan. |  |
| 11. | Rala Stål                              | 48                       | |  |
| 10. | Aagaard                                | 40                       | Australien, Østrig, Belgien, Cypern, Estland, Tyskland, Island, Irland, Italien, Litauen, Holland, New Zealand, Norge, Rusland, Skotland og Sverige       |  |
| 11. | Intelligent Systems                    | 40                       | |  |

### Turisme
I byen findes både et vandrehjem, og en lille campingplads.
10 kilometer nordøst for Hadsund ligger Øster Hurup, der tilbyder attraktive badestrande, sommerhusområder og campingpladser.

## Kultur
Hadsund har et omfattende kulturliv med museum, biograf, sportsklubber og årligt tilbagevendende kulturbegivenheder.
I forbindelse med Mariagerfjord Festuge er der adskillige kulturbegivenheder i byen, heriblandt koncerter på Torvet.
I perioden 2007-2017 havde byen sin egen byfest kaldt Waterfestival. Festen foregik på havnearealerne. Man valgte i 2017 at holde en pause i nogle år, grundet manglende omsætning de seneste år grundet manglende publikums- og sponsorinteresse.

### Attraktioner
I byen ligger der to museer Hadsund Egnssamling og Nordjyllands Møllehistorisk Samling. Førstnævnte er et kulturhistorisk egnsmuseum, der blev grundlagt i 1962 og som i dag er indrettet i Rosendalsgården midt i byen. Møllehistorisk Samling, der beskæftiger sig med vind- og vandmøller. Begge museer er en del af Nordjyllands Historiske Museum.
Hadsund Dyrehave er en lille zoologisk have, der blev grundlagt i 1983. Den rummer i dag forskellige hjorte og geder.
Hadsund KulturCenter har biografen Hadsund Bio 1+2, koncertsal og café. Den rummer også Hadsund Bibliotek, som siden kommunesammenlægningen i 2007 har været en del af Mariagerfjord Bibliotekerne; det første bibliotek åbnede i 1911.
Hadsund Svømmehal fra 2005 ligger på Hadsund Skole, består af et stort bassin (16 x 25 m) samt et børnebassin.
Hadsund Kirke fra 1898, og blev tegnet af arkitekten Claudius August Wiinholt.
Et par kilometer øst for Hadsund ligger Havnø Mølle, som er Nordjyllands ældste vindmølle, bygget i 1842. Møllen er fredet, og blev gennemrestaureret i 1990'erne.
Ved siden af Havnø Mølle nær Mariager Fjord ligger Herregården Havnø er bygget i 1846.
I Visborg uden for Hadsund findes herregården Visborggård. Den nuværende hovedbygning er opført af Jakob Enevoldsen Seefeld i 1575-76 og ombygget i 1748-1796, men gården nævnes allerede fra midt i 1300-tallet. I forbindelse med slottet findes Danmarks eneste fredede renæssancepark fra 1700-tallet.

### Sport
I Hadsund findes flere idrætsforeninger og sportsklubber. Det mest fremtrædende inden for sportens verden er fodboldklubben Hadsund Boldklub, der udbyder fodbold, håndbold og petanque. Inden for sportens verden er Hadsunds nok mest kendt for fodboldspilleren Ebbe Sand, der spillede i Hadsund Boldklub i perioden 1977-1992. Byens roklub er nu også lidt kendt, de har hvert år haft roere med til VM. I Hadsund findes også Hadsund Idrætscenter der består af to store og to små sportshaller, hvori der udføres forskellige aktiverer. Byens stadion har en tilskuerkapacitet på 2.000 (150 siddepladser) og har en størrelse på 105 × 68 m. Syd for stadionet er der anlagt 4 fodboldbaner, som er til offentlig afbenyttelse.
Der findes en lang række idrætsklubber og -foreninger i Hadsund:
- Dragon BMX Hadsund[109]
- Hadsund Boldklub[110]
- Hadsund Golfklub[111]
- Hadsund Motorklub[112]
- Hadsund Roklub[113]
- Hadsund Sejlklub[114]

#### Kvindeløb
Beaute Pacifique Kvindeløb er et årligt motionsløb på 5.1 km, der foregår i det sydlige Hadsund. Løbet blev afholdt for første gang i 2010. Løbet gik i 2010-2014 med start på Hadsund Havn, og målet var samme sted. Det er det største motionsløb på egnen. i 2013 deltog 1.158 løbere.
Løbet foregår i Hadsund og Hadsund Syd. Løbet arrangeres i et samarbejde mellem Beauté Pacifique, Ristorante Davinci og Orienteringsklubben Mariager Fjord OK.

#### Hadsundløbet
Hadsundløbet er et motionsløb, der afholdes den første torsdag i september hvert år i Hadsund med start på Torvet. Løbet blev første gang afholdt i 1991 og kunne således fejre 20 års jubilæum i 2011. Der er tre forskellige ruter, der alle starter på Torvet (henholdsvis 2,8 km, 5,8 km og 9,8 km). Løbet havde i 2012 879 deltagere, hvilket var det løbets største antal deltagere nogensinde.

## Notable bysbørn
- Birgitte Flindt Pedersen (1939-), politiker.
- Christian Noll Nielsen (1988-), roer.
- Hans Kirk (1898-1962), forfatter.
- Jakob Axel Nielsen (1967-), politiker tidl. minister.
- Jan Beyer Schmidt-Sørensen (1958-), erhvervschef i Aarhus Kommune
- Jens-Erik Bech (1940-1995), politiker og borgmester i Hadsund Kommune.
- Jens Noll Nielsen (1990-), roer.
- K. Axel Nielsen (1904-1994), politiker.
- Kjeld Olesen (1932-), politiker og tidl. minister.
- Knud Erik Westergaard (1939-) iværksætter.
- Lasse Strandberg (1986-) fodboldspiller.
- Mogens Jespersen (1956-), politiker og borgmester i Mariagerfjord Kommune.
- Nicolai Skjølstrup (1989-) roer.
- Tage Jespersen (1927-2008), politiker og borgmester i Hadsund Kommune.
- Holger Graversen (1936-), politiker.
- Svend Axelsson (1937-), modernistisk arkitekt.
- Karl Christensen (1941-), politiker og borgmester i Hadsund Kommune.
- Børge Dahl (1944-), dansk højesteretsdommer.
- Søren-Peter Olesen (1955-), professor, civilingeniør, læge.
- Per Husted (1966-), politiker og viceborgmester i Mariagerfjord Kommune.
- Ebbe Sand (1972-), tidligere fodboldspiller.
- Peter Sand (1972-), fodboldspiller.
- Dorte Dalum Jensen (1978-), fodboldspiller.
- Majken Thorup (1979-), tidligere svømmer.
- Thor Kristensen (1980-), tidligere roer.
- Sine Christiansen (1985-), roer.
- Peter Rosenmeier (1989-), bordtennisspiller.

## Fodnoter
1. ↑  Syd for Mariager Fjord ca. 250 m fra Hadsund ligger Hadsund Syd, som betragtes som et selvstændigt byområde.[2]